# Mykhailo Serhiiovych Hrushevsky
Mykhailo Serhiiovych Hrushevsky (tiếng Ukraina: Михайло Сергійович Грушевський, đã Latinh hoá: Mykhailo Serhiiovych Hrushevskyi; 29 tháng 9 [lịch cũ 17 tháng 9] năm 1866 – 24 tháng 11 năm 1934) là một học giả, chính trị gia, nhà sử học và chính khách người Ukraina, một trong những nhân vật quan trọng nhất của cuộc phục hưng dân tộc Ukraina vào đầu thế kỷ 20. Hrushevsky thường được coi là nhà sử học hiện đại vĩ đại nhất, nhà tổ chức học thuật hàng đầu, người lãnh đạo phong trào dân tộc Ukraina trước cách mạng, người đứng đầu Rada Trung ương (quốc hội cách mạng của Ukraina giai đoạn 1917–1918), và là nhân vật văn hóa hàng đầu của Cộng hòa Xã hội chủ nghĩa Xô viết Ukraina trong những năm 1920.

## Thời thơ ấu

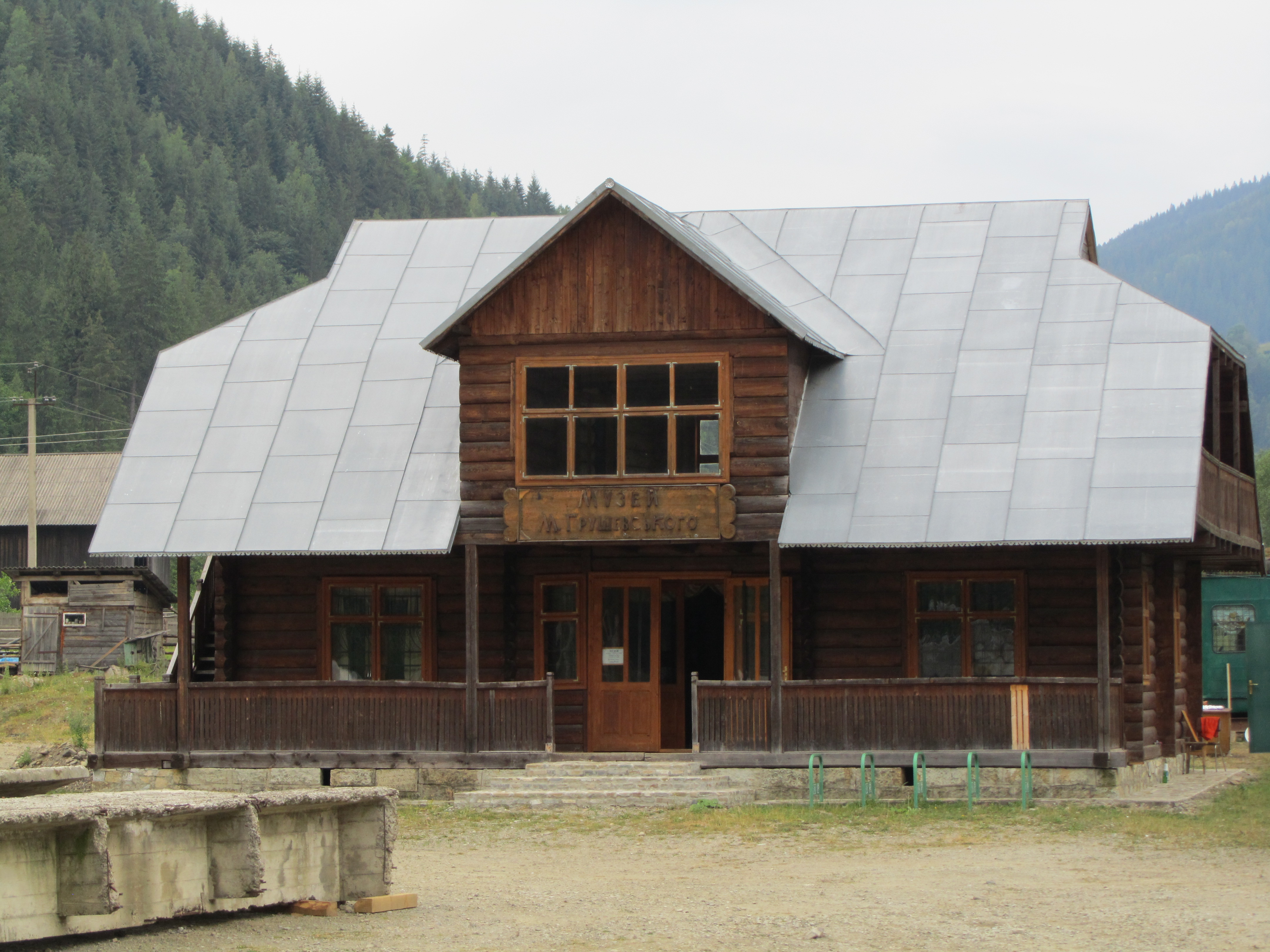
Bảo tàng Hrushevskyi tại Kryvorivnia.

Hrushevsky sinh ngày 29 tháng 9 năm 1866 trong một gia đình quý tộc Ukraina ở Kholm (Chełm), thuộc Vương quốc Lập hiến Ba Lan, một chính thể tự trị trong Đế quốc Nga. Hrushevsky lớn lên ở Tiflis, ông theo học tại một trường học ở địa phương. Quê hương tâm linh của ông đã trở thành Podillia, trong khu vực làng Sestrynivka, Tỉnh Podillia. Tại đây, mẹ ông Glafira Zakharivna Okopova sinh ra trong một gia đình linh mục Chính thống giáo. Glafira kết hôn với Serhii Fedorovych Hrushevsky, người đã đến Kholm để dạy tiếng Nga tại một phòng tập thể dục Công giáo Hy Lạp vào năm 1865.

## Chính trị gia

### Trước năm 1917
Với tư cách là một nhà lãnh đạo chính trị, Hrushevsky trước tiên hoạt động tích cực ở Halychyna của Áo, tại đây ông lên tiếng chống lại sự chiếm ưu thế về mặt chính trị của Ba Lan và chủ nghĩa đặc thù của người Ruthenia, đồng thời ủng hộ bản sắc dân tộc Ukraina, thứ sẽ thống nhất cả phần phía đông và phía tây của đất nước. Năm 1899, ông là người đồng sáng lập Đảng Dân chủ Quốc gia có trụ sở tại Galicia với mong muốn Ukraine cuối cùng sẽ giành được độc lập. Sau năm 1905, Hrushevsky cố vấn cho Câu lạc bộ Ukraina trong Duma Quốc gia Nga.

### Cách mạng Ukraina

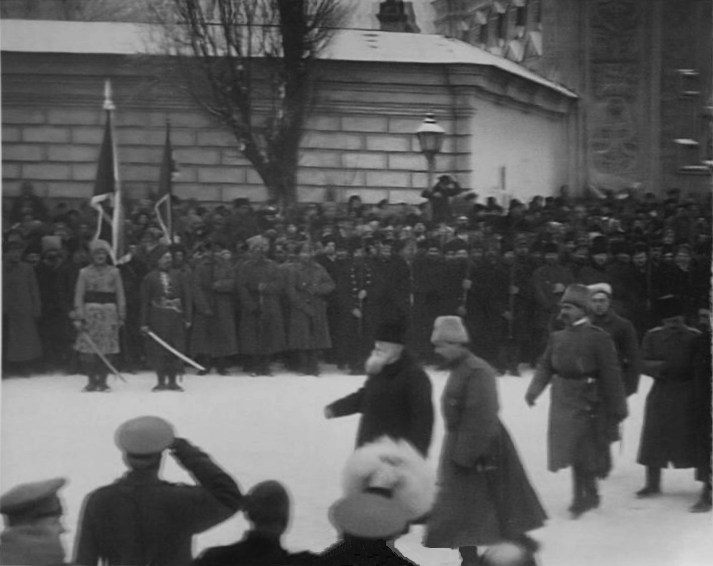
Lãnh đạo Rada Trung ương Ukraina, Myhailo Grushevskiy, tại cuộc diễu hành quân sự ở Kyiv năm 1917

Năm 1917, Hrushevsky được bầu làm người đứng đầu quốc hội cách mạng Rada Trung ương Ukraina ở Kyiv và dần dần lèo lái nó từ quyền tự trị dân tộc Ukraine bên trong một nước Nga dân chủ đến một nền độc lập hoàn toàn. Ông là người chủ trì Đại hội Nhân dân Nga. Vào lúc này, Hrushevsky đã bộc lộ rõ ràng rằng ông là một nhà dân chủ cấp tiến và một nhà xã hội chủ nghĩa. Vào ngày 17 tháng 2 năm 1918, tờ The New York Times đã đăng một bài báo của Hrushevsky phác thảo cuộc đấu tranh giành quyền tự trị của Ukraine. Sau cuộc đảo chính do Đức hỗ trợ của Tướng Pavlo Skoropadskyi, ông đã phải lẩn trốn. Hrushevsky cảm thấy rằng Skoropadskyi đã làm sai lệch mục tiêu thành lập nhà nước Ukraina bằng cách gắn nó với chủ nghĩa bảo thủ xã hội. Hrushevsky trở lại chính trường sau khi Đốc chính lật đổ Skoropadskyi. Tuy nhiên, ông không chấp thuận Đốc chính và nhanh chóng nhận ra mình có mâu thuẫn với ủy ban này. Năm 1919, ông di cư đến Vienna, Áo, sau khi được Đảng Cách mạng Xã hội Chủ nghĩa Ukraina ủy quyền điều phối hoạt động của đại diện đảng này ở nước ngoài.

### Di cư và trở lại Ukraina
Khi đang sống ở nước ngoài, Hrushevsky bắt đầu trở thành người ủng hộ tư tưởng Bolshevik. Cùng với các thành viên khác của Đảng Cách mạng Xã hội Chủ nghĩa Ukraina, ông đã thành lập Phái đoàn nước ngoài của Đảng này, chủ trương hòa giải với chính phủ Bolshevik. Mặc dù nhóm phái đoàn chỉ trích những người theo chủ nghĩa Bolshevik, đặc biệt là vì chủ nghĩa tập trung và các hoạt động đàn áp của họ ở Ukraina, nhưng nhóm phái đoàn cảm thấy rằng cần phải gạt những lời chỉ trích này sang một bên vì những người theo chủ nghĩa Bolshevik vào thời điểm đó là những người lãnh đạo cuộc cách mạng quốc tế. Hrushevsky và nhóm của ông đã kiến nghị với chính phủ SSR Ukraina hợp pháp hóa Đảng Cách mạng Xã hội Chủ nghĩa Ukraine và cho phép các thành viên của Phái đoàn nước ngoài trở về. Chính phủ SSR Ukraina không sẵn lòng làm như vậy. Đến năm 1921, Phái đoàn nước ngoài của Đảng Cách mạng Xã hội chủ nghĩa Ukraine đã chấm dứt hoạt động, nhưng tất cả các thành viên của phái đoàn này đã trở về Ukraina, bao gồm cả Hrushevsky, người đã trở về vào năm 1924.

## Cuộc sống sau này và qua đời
Trở lại Ukraina, Hrushevsky tập trung vào công việc học thuật. Trên hết, ông tiếp tục viết bộ sách vĩ đại Lịch sử Ukraine-Rusʹ. Mặc dù các điều kiện chính trị vào thời đó đã ngăn cản ông quay trở lại chính trường nhưng ông vẫn bị cuốn vào cuộc thanh trừng của chủ nghĩa Stalin đối với giới trí thức Ukraina. Năm 1931, sau một chiến dịch dài chống lại Hrushevsky trên báo chí Liên Xô, ông bị đày đến Moskva, tại đây sức khỏe của ông trở nên sa sút do điều kiện khó khăn của nơi đây cũng như việc bị đàn áp. Năm 1934, khi đang đi nghỉ tại khu nghỉ mát Học viện Khoa học ở Kislovodsk tại Kavkaz, ông qua đời ngay sau một cuộc phẫu thuật nhỏ thông thường ở tuổi 68. Ông được chôn cất tại Nghĩa trang Baikove ở Kiev.